# Spatalia tristina
Spatalia tristina är en fjärilsart som beskrevs av Felix Bryk 1948. Spatalia tristina ingår i släktet Spatalia och familjen tandspinnare. Inga underarter finns listade i Catalogue of Life.